# Nucleotops interceps
Nucleotops interceps är en skalbaggsart som beskrevs av Perkins 2004. Nucleotops interceps ingår i släktet Nucleotops och familjen vattenbrynsbaggar. Inga underarter finns listade i Catalogue of Life.